# Autriche au Concours Eurovision de la chanson 1968
L'Autriche a participé au Concours Eurovision de la chanson 1968 le 6 avril à Londres. C'est la 12e participation de l'Autriche au Concours Eurovision de la chanson.
Le pays est représenté par le chanteur Karel Gott et la chanson Tausend Fenster, sélectionnés en interne par l'ORF.
L'Autriche se retire l'année suivante avant de retourner au concours en 1971.

## Sélection interne
Le radiodiffuseur autrichien, Österreichischer Rundfunk (ORF), choisit en interne l'artiste et la chanson représentant l'Autriche au Concours Eurovision de la chanson 1968.
Lors de cette sélection, c'est la chanson Tausend Fenster, écrite par Walter Brandin, composée par Udo Jürgens et interprétée par le chanteur tchèque Karel Gott, qui fut choisie avec Robert Opratko comme chef d'orchestre.
| Ordre | Artiste    | Chanson         | Langue   |
| ----- | ---------- | --------------- | -------- |
| 1     | Karel Gott | Tausend Fenster | Allemand |

## À l'Eurovision
Chaque pays a un jury de dix personnes. Chaque juré attribue un point à sa chanson préférée.

### Points attribués par l'Autriche
| 4 points | Irlande                |
| 2 points | Espagne France         |
| 1 point  | Luxembourg Yougoslavie |

### Points attribués à l'Autriche
| 10 points | 9 points | 8 points | 7 points    | 6 points |
| --------- | -------- | -------- | ----------- | -------- |
|           |          |          |             |          |
| 5 points  | 4 points | 3 points | 2 points    | 1 point  |
|           |          |          | - Allemagne |          |

Karel Gott interprète Tausend Fenster en 4e position lors de la soirée du concours, suivant la Belgique et précédant le Luxembourg.
Au terme du vote final, l'Autriche termine à la 13e place — à égalité avec la Norvège et la Suisse —, sur les 17 pays participants, ayant reçu 2 points au total, venant tous de la part du jury allemand,.